# Koreanisches Messer
Ein Koreanisches Messer ist eine typische Waffe aus Korea.

## Beschreibung
Ein Koreanisches Messer hat eine einschneidige, leicht gebogene Klinge. Die Klinge wird vom Heft zum Ort schmaler und hat weder Mittelgrat noch Hohlschliff. Der Ortbereich ist leicht abgerundet und gebogen. Das Heft hat ein Parier, das in der Form der japanischen Tsuba gearbeitet ist. Das Heft ist aus Holz. Der Knauf ist aus Metall und leicht konisch. Die Scheiden bestehen in der Regel aus Holz und sind mit Messingteilen beschlagen. Manche Scheiden sind mit Lack in verschiedenen Farben überzogen. Dieses Messer wird von Ethnien aus Korea benutzt.